# Паралија Портаријас
Паралија Портаријас (грч. Παραλία Πορταριάς) је приморско насељено место у општини Нова Пропонтида у периферији Средишња Македонија, Грчка. Према попису из 2021. године било је 90 становника.
Паралија Портаријас се као посебно насеље води од 2013. године.